# Vietnamesische Beachhandball-Nationalmannschaft der Frauen
Die vietnamesische Beachhandball-Nationalmannschaft der Frauen repräsentiert die Vietnam Handball Federation als Auswahlmannschaft auf internationaler Ebene bei Länderspielen im Beachhandball gegen Mannschaften anderer nationaler Verbände.
Als Unterbau fungieren die Nationalmannschaft der Juniorinnen. Das männliche Pendant ist die Vietnamesische Beachhandball-Nationalmannschaft der Männer.

## Geschichte
Die Beachhandball-Nationalmannschaft der Frauen Vietnams ist eine vergleichsweise früh in den 2000er Jahren gegründete Nationalmannschaft des damals noch recht neuen Sports. Bei den ersten Asienmeisterschaften 2004 nahm die Mannschaft noch nicht teil, beim nächsten Beachhandball-Wettbewerb für weibliche Nationalmannschaften in Asien, den Asian Beach Games 2008 nahmen sie erstmals teil und wurden sogleich Fünfte.
Abwechselnd hinter den Mannschaften aus China, Taiwan und Thailand belegte Vietnam zwischen 2010 und 2015 vier mal dritte Ränge bei Asienmeisterschaften und Asian Beach Games und rückte damit in die Spitze der weiblichen Brachhandball-Nationalmannschaften Asiens auf. 2016 gewann die Mannschaft bei den Asian Beach Games ihren ersten Titel. Es folgten 2017 und 2019 zwei Vizemeisterschaften bei den Asienmeisterschaften. Dazwischen konnte die Mannschaft 2018 erstmals an Weltmeisterschaften teilnehmen und belegte dort den neunten Platz. 2017 wurde der erste Titel bei den erstmals ausgetragenen Südostasienmeisterschaften gewonnen, 2022 bei den Asienmeisterschaften.
2019 nahm Vietnam in Katar bei den erstmals ausgetragenen World Beach Games teil. Hier erreichte die Mannschaft das Halbfinale und belegte am Ende den vierten Platz, womit Vietnam als dritte Mannschaft Asiens nach Japan und Taiwan und als eine von nur fünf nicht-europäischen Mannschaften bislang in die Weltspitze aufschloss.

## Teilnahmen
| World Games - 2001: nicht eingeladen - 2005: nicht eingeladen - 2009: nicht eingeladen - 2013: nicht qualifiziert - 2017: nicht qualifiziert - 2022: qualifiziert, keine Teilnahme World Beach Games - 2019: 4. - 2023: | Weltmeisterschaften - 2004: keine Teilnahme - 2006: keine Teilnahme - 2008: keine Teilnahme - 2010: keine Teilnahme - 2012: keine Teilnahme - 2014: nicht qualifiziert - 2016: nicht qualifiziert - 2018: 9. - 2020: qualifiziert, ausgefallen - 2022: 13. | Asienmeisterschaften - 2004: keine Teilnahme - 2013: 4. - 2015: 3. - 2017: 2. - 2019: 2. - 2022: 1. - 2023: Details Südostasien-Meisterschaften - 2017: 1. - 2020: ausgefallen - 2022: | Asian Beach Games - 2008: 5. - 2010: 3. - 2012: 3. - 2014: 3. - 2016: 1. - 2023: |

- ABG 2008[12]: Cao Thị Thùy Dương • Châu Ngọc Thùy Dung • Đoàn Thị Phương Mỹ • Huỳnh Thị Kim Mỹ • Nguyễn Thị Kim Thư • Tạ Mỹ Quyên • Trương Hồng Ngọc • Võ Ngọc Hiếu

- ABG 2010: Châu Ngọc Thùy Dung • Hứa Thị Thu Nga • Huỳnh Thị Kim Mỹ • Nguyễn Kim Oanh • Nguyễn Thị Kim Thư • Phạm Thị Thanh Vân • Phan Thị No • Trương Hồng Ngọc • Trương To Lợi • Võ Ngọc Hiếu

- ABG 2012: Châu Ngọc Thùy Dung • Hứa Thị Thu Nga • Huỳnh Thị Kim Mỹ • Lê Thị Thanh Phụng • Nguyễn Kim Oanh • Nguyễn Thị Huyền Trang • Nguyễn Thị Kim Thư • Phạm Thị Thanh Vân • Tạ Mỹ Quyên • Võ Ngọc Hiếu

- AM 2013: Kader aktuell unbekannt

- ABG 2014: Châu Ngọc Thùy Dung • Đoàn Thị Phương Mỹ • Hà Thị Hạnh • Hứa Thị Thu Nga • Lê Thị Thanh Phụng • Nguyễn Kim Oanh • Nguyễn Thị Huyền Trang • Nguyễn Thị Kim Thư • Nguyễn Thị Trà My • Võ Ngọc Hiếu

- AM 2015: Kader aktuell unbekannt

- ABG 2016: Châu Ngọc Thùy Dung • Đàm Thị Thanh Huyền • Hà Thị Hạnh • Lê Thị Thanh Phụng • Lư Ngọc Trinh • Nguyễn Kim Oanh • Nguyễn Thanh Huyền (TW) • Nguyễn Thị Kim Thư • Nguyễn Thị Trà My • Trần Thị Sen

- AM 2017: Kader aktuell unbekannt

- SOAM 2017: Kader aktuell unbekannt

- WM 2018: Châu Ngọc Thùy Dung • Đàm Thị Thanh Huyền • Hà Thị Hạnh • Lư Ngọc Trinh • Nguyễn Thanh Huyền (TW) • Nguyễn Thị Kim Thư • Nguyễn Thị Trà My • Nguyễn Thị Xương • Phạm Thị Mỹ Hằng • Phan Văn Anh[13]

- AM 2019: Kader aktuell unbekannt

- WBG 2019: Đàm Thị Thanh Huyền • Hà Thị Hạnh • Lư Ngọc Trinh • Nguyễn Đặng Thị Hương • Nguyễn Thanh Huyền (TW) • Nguyễn Thị Kim Thư • Nguyễn Thị Phụng Linh • Nguyễn Thị Trà My • Phạm Thị Mỹ Hằng • Phan Văn Anh

- AM 2022: Đàm Thị Thanh Huyền • Đỗ Thị Kim Yến • Hà Thị Hạnh • Nguyễn Thị Kim Thư • Nguyễn Thị Phụng Linh • Nguyễn Thị Trà My • Nguyễn Thị Xương • Phạm Thị Mỹ Hằng • Trần Thị Sen

- WM 2022[14]: Đàm Thị Thanh Huyền • Đỗ Thị Kim Yến • Hà Thị Hạnh • Lư Ngọc Trinh • Nguyễn Thị Kim Thư • Nguyễn Thị Phụng Linh • Nguyễn Thị Trà My • Nguyễn Thị Xương • Phạm Thị Mỹ Hằng • Trần Thị Sen

- SOAM 2022: Kader aktuell unbekannt

- AM 2023: Đàm Thị Thanh Huyền • Hà Thị Hạnh • Lư Ngọc Trinh • Nguyễn Nhung • Nguyễn Thị Kim Thư • Nguyễn Thị Phụng Linh • Nguyễn Thị Trà My • Nguyễn Tuyết • Phạm Thị Mỹ Hằng • Trần Thị Sen[15]

## Trainer
| Cheftrainer - 2018–2019: Huỳnh Minh Ngôn - 2022: Tăng Quý Minh | Co-Trainer - 2018: Phạm Vượng & Đắc Thịnh - 2022: Nguyễn Thái Hòa |